# Joachim Fugmann

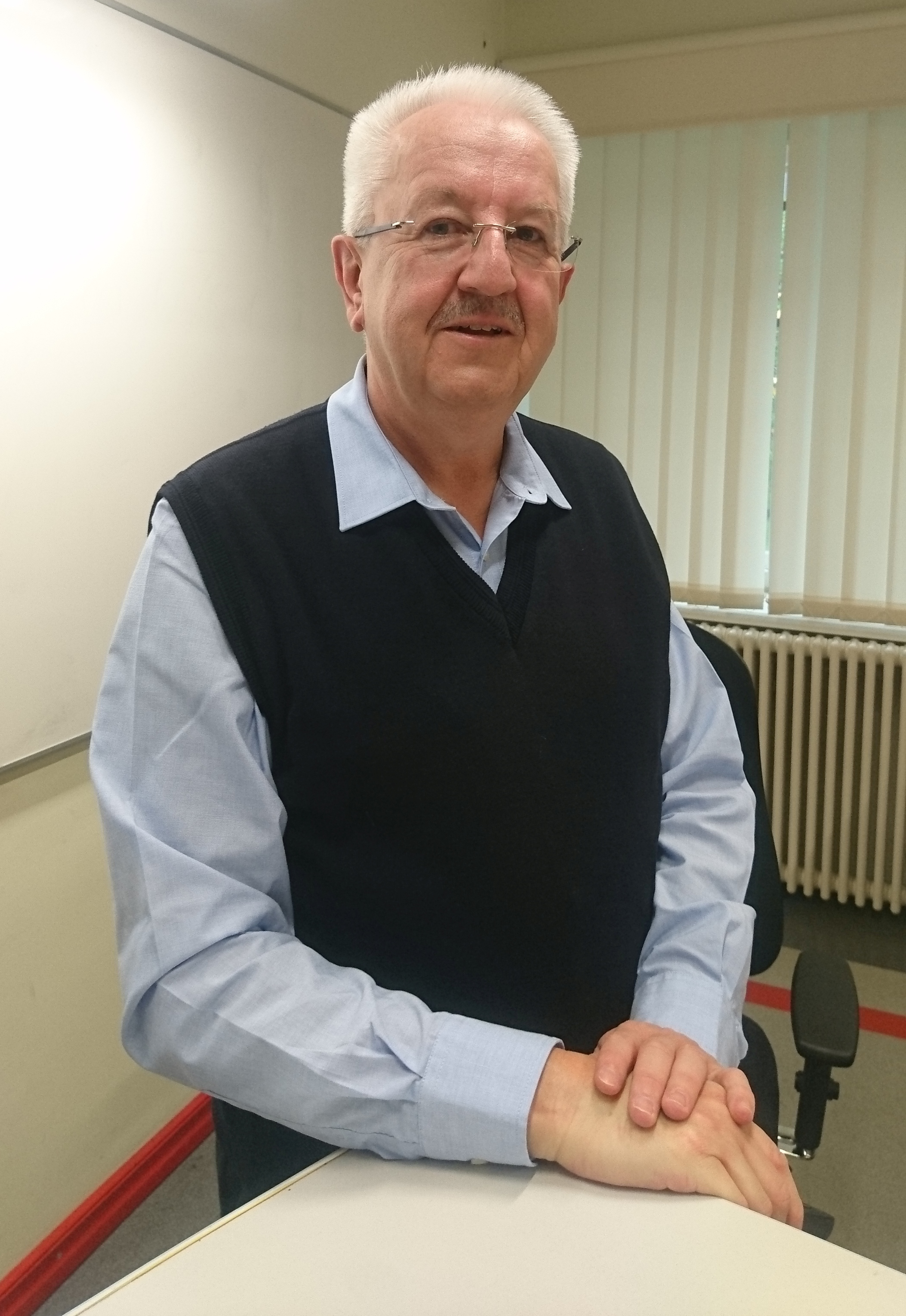
Joachim Fugmann (2018)

Joachim Fugmann (* 2. Juni 1956 in Konstanz) ist deutscher Altphilologe.

## Leben
Fugmann studierte von 1976 bis 1982 Geschichte und Latinistik in Konstanz und wurde 1988 mit einer von Peter Lebrecht Schmidt betreuten Dissertation in Latinistik promoviert.
Von 1982 bis 1995 fungierte er als Redaktionsassistent in dem DFG-Projekt „Handbuch der lateinischen Literatur der Antike“ (hrsg. von Reinhart Herzog und Peter L. Schmidt) an den Universitäten Konstanz und Mainz. Im Jahre 1989 erhielt er den Preis der Stadt Konstanz zur Förderung des wissenschaftlichen Nachwuchses an der Universität Konstanz.
Seit Oktober 1995 wirkt er unbefristet als Lehrkraft für besondere Aufgaben an der Universität Konstanz und gibt Lateinkurse für Studierende aller Fachrichtungen sowie fachspezifische Veranstaltungen für Historiker, Juristen, Alt- und Neuphilologen.

## Forschungsinteressen
- Römische Historiographie, Biographie und Exempla-Literatur
- Antiquarische Forschung und Literatur in Rom
- Theater und Spiele in der römischen Kaiserzeit
- Römische Königszeit
- Humanismus am Bodensee

## Werke (Auswahl)
als Autor
- Römisches Theater in der Provinz. Eine Einführung in das Theaterwesen im Imperium Romanum. Württembergisches Landesmuseum, Stuttgart 1988.
- Humanisten und Humanismus am Bodensee in der ersten Hälfte des 16. Jahrhunderts. Die Humanistenkreise in Konstanz und Lindau, in: Schriften des Vereins für Geschichte des Bodensees und seiner Umgebung, 107. Jg., 1989, S. 107–190 (Digitalisat)
- Königszeit und Frühe Republik in der Schrift „De viris illustribus urbis Romae“. Quellenkritische-historische Untersuchungen. Lang, Frankfurt/M. 1990 ff.
  - Bd. 1 – Königszeit. 1990, ISBN 3-631-41949-X (zugl. Dissertation, Universität Konstanz 1988)
  - Bd. 2,1 – Frühe Republik (6./5. Jh.). 1997, ISBN 3-631-32641-6.
  - Bd. 2,2 – Frühe Republik (4./3. Jh.). 2004, ISBN 3-631-32735-8.
- Ps. Aurelius Victor: De viris illustribus urbis Romae. Die berühmten Männer der Stadt Rom. Lateinisch und deutsch. Wissenschaftliche Buchgesellschaft, Darmstadt 2016, ISBN 978-3-534-23852-1.
- Promis in Rom. Vandenhoeck und Ruprecht, Göttingen 2022, ISBN 978-3-525-71633-5 (zusammen mit Christian Rösch)
- Lateinische Inschriften: Entdecken – Erkunden – Entziffern. Vandenhoeck & Ruprecht, Göttingen 2023, ISBN 978-3525700013 (zusammen mit Jennifer Armbruster und Christian Rösch)

als Herausgeber
- Theater, Theaterpraxis, Theaterkritik im kaiserzeitlichen Rom. Kolloquium anlässlich des 70. Geburtstages von Prof. Dr. Peter Lebrecht Schmidt, 24./25. Juli 2003. Saur, München 2004, ISBN 3-598-73019-5.
- Traditio latinitatis. Studien zur Rezeption und Überlieferung der lateinischen Literatur. Steiner, Stuttgart 2000, ISBN 3-515-07663-8 (zusammen mit Peter L. Schmidt)
- Tod in Rom. Grabinschriften als Spiegel römischen Lebens. Von Zabern, Mainz 2008, ISBN 978-3-8053-3483-9 (zusammen mit Anne Kolb)